# The LEGO Ninjago Movie
The LEGO Ninjago Movie ist ein computeranimierter Film, der auf dem Baukastensystem Lego und der Serie Ninjago basiert. Der Film kam am 22. September 2017 in den Vereinigten Staaten und am 21. September 2017 in Deutschland in die Kinos.

## Handlung
Sechs Ninjas schützen unter der Führung ihres Meisters die Stadt Ninjago vor Angriffen des bösen Garmadon. Garmadon ist der Vater von Lloyd, dem grünen Ninja. Koko ist die Mutter von Lloyd und hat ein großes Geheimnis. Lloyd will außerdem herausfinden, ob doch etwas Gutes in seinem Vater steckt, und versucht mit der Hilfe von Sensei Wu mehr über seinen Vater herauszufinden. In dem Film wachsen Lloyd und sein Vater während des Abenteuers immer mehr zusammen. Aber es warten noch andere Gegner auf sie.

## Synchronisation
Der Film wurde bei der FFS Film- & Fernseh-Synchron unter der Dialogregie von Benedikt Rabanus vertont.
| Rolle                         | Englischer Sprecher | Deutscher Sprecher   |
| ----------------------------- | ------------------- | -------------------- |
| Lloyd Garmadon (Grüner Ninja) | Dave Franco         | Christian Zeiger     |
| Lord Garmadon                 | Justin Theroux      | Klaus-Dieter Klebsch |
| Cole (Schwarzer Ninja)        | Fred Armisen        | Dirk Stollberg       |
| Nya (Dunkelblauer Ninja)      | Abbi Jacobson       | Magdalena Turba      |
| Koko (Lloyds Mutter)          | Olivia Munn         | Arianne Borbach      |
| Jay Walker (Blauer Ninja)     | Kumail Nanjiani     | Tobias Nath          |
| Kai (Roter Ninja)             | Michael Peña        | Wanja Gerick         |
| Zane (Weißer Ninja)           | Zach Woods          | Robin Kahnmeyer      |
| Sensei Wu                     | Jackie Chan         | Stefan Gossler       |

## Einspielergebnis & Bewertung
Die weltweiten Einnahmen des Films aus Kinovorführungen belaufen sich auf rund 123 Millionen US-Dollar. In Deutschland kann der Film bislang 706.804 Besucher verzeichnen.